# Houari Djemili
Houari Djemili (sinh ngày 15 tháng 5 năm 1987) là một cầu thủ bóng đá người Algérie thi đấu cho JS Saoura ở vị trí thủ môn.